# Spider Lilies
Spider Lilies (Chinês: 刺青; Pinyin: Cì Qīng; literalmente: "Tatuagem") é um filme do Taiwan de 2007, de temática lésbica, realizado por Zero Chou e com Rainie Yang e Isabella Leong nos principais papéis.
O filme foi já comparado aos filmes de Almodóvar, pelo seu teor dramático, e pela temática homossexual. Mesmo antes de estrear o filme vendeu mais de 15 mil bilhetes, facto que surpreendeu os produtores, como talvez tenha surpreendido o facto de terem sido agraciados com o “Teddy Award” pelo melhor filme de abordagem homossexual.

## Sinopse
Spider Lilies é a história de duas jovens cujas vidas se cruzam por causa de uma tatuagem de lírios de aranha. Jade é uma jovem que vende a sua beleza frente a uma câmara de Internet, e Takeko dona de uma casa de tatuagens. O desenho de lírios de aranha, desencadeia uma aventura de intimidade entre as duas. 

## Elenco
- Rainie Yang como Jade
- Isabella Leong como Takeko
- Ivy Chen como Zhenzhen
- Shen Jian-hung
- Kris Shie
- Shih Yuen-chien